# Miguel Pereira
Miguel Pereira (San Salvador de Jujuy, 12 de abril de 1957) es un director de cine argentino. Ha obtenido siete premios internacionales, entre ellos el Oso de Plata y el Cóndor de Plata por La deuda interna. En el periodo 2016-2019 fue presidente de Radio y Televisión Argentina.

## Filmografía

### Director
- El destino (2007)
- La saga de Cirilo Donaire (telefilm - 2003)
- Rosario Quispe... una mujer perseverante (corto - 2002)
- Historias de Argentina en Vivo (2001)
- Un lugar llamado Jujuy (corto - 2000)
- La transformación es el camino (1999)
- Leyendo en todas las escuelas del país (corto - 1999)
- Con palabras... Jujuy (corto - 1998)
- Ricardo Ríos... sueños de arcilla (corto - 1998)
- De la puna a la selva (corto - 1998)
- Che... Ernesto (1997)
- 400 veces Jujuy (corto - 1993)
- La última siembra (1991)
- La deuda interna (1988)
- El futuro verde del NOA (corto - 1985)
- Ecos sobre los Andes (mediometraje - 1983)

### Guionista
- El destino (2007)
- Rosario Quispe... una mujer perseverante (corto - 2002)
- La última siembra (1991)
- La deuda interna (1988)
- Ecos sobre los Andes (mediometraje - 1983)

## Premios y distinciones
Festival Internacional de Cine de Berlín
| Año  | Categoría                                  | Película         | Resultado |
| ---- | ------------------------------------------ | ---------------- | --------- |
| 1988 | Oso de Plata por su contribución artística | La deuda interna | Ganador   |